# Exochocepheus tuberculatus
Exochocepheus tuberculatus är en kvalsterart som först beskrevs av Golosova 1984.  Exochocepheus tuberculatus ingår i släktet Exochocepheus och familjen Scutoverticidae. Inga underarter finns listade i Catalogue of Life.